# 天主教科托努總教區
天主教科托努總教區 （拉丁語：Archidioecesis Cotonuensis）是貝寧一個羅馬天主教教省總教區，下轄四個教區。是該國兩個總教區之一。

## 歷史
1883年6月26日設達荷美宗座監牧區，1901年5月25日升為代牧區。1955年9月14日升為總教區並易名至今。

## 現況
總教區包括濱海省及大西洋省，2010年有教友680,326人（佔轄區總人口31.4%）、六十三個堂區、256名司鐸。現任總主教為安托萬-安尼。